# Kenny Lloyd
Kenny Lloyd (1935 circa) è un ex sciatore alpino statunitense.

## Biografia
Sciatore polivalente, Kenny Lloyd gareggio nel circuito nordamericano a partire dalla Harriman Cup 1954 (Sun Valley, 20-21 marzo); ai Nor Am Championships 1959 (Squaw Valley, 21-23 febbraio) si classificò 2º nella discesa libera e disputò le sue ultima gare ai Vermont Championships dello stesso anno (Stowe, 13-15 marzo), mentre in ambito nazionale continuò a gareggiare almeno fino ai Campionati statunitensi 1960 (Alta, 28-31 gennaio), dove vinse la medaglia d'argento nello slalom speciale. Non prese parte a rassegne olimpiche o iridate.

## Palmares

### Campionati statunitensi
- 1 medaglia (dati parziali):
  - 1 argento (slalom speciale nel 1960[5])